# Fondos Marinos de La Bahía de Estepona
Fondos Marinos de La Bahía de Estepona este o arie protejată (arie specială de conservare — SAC, sit de importanță comunitară — SCI) din Spania întinsă pe o suprafață de 575,16 ha, integral marine.

## Localizare
Centrul sitului Fondos Marinos de La Bahía de Estepona este situat la coordonatele 36°24′56″N 5°08′08″W / 36.415533°N 5.13545°V.

## Înființare
Situl Fondos Marinos de La Bahía de Estepona a fost declarat sit de importanță comunitară în decembrie 2000 pentru a proteja un număr necunoscut de specii din flora spontană și fauna sălbatică aflate în arealul zonei. Situl a fost protejat și ca arie specială de conservare în august 2016.

## Biodiversitate
Situată în ecoregiunile marină mediteraneană și mediteraneană, aria protejată conține 3 habitate naturale: Recifuri, Straturi cu Posidonia (Posidonion oceanicae), Peșteri marine scufundate complet sau parțial.
La baza desemnării sitului se află un număr nedeclarat de specii protejate.
Pe lângă speciile protejate, pe teritoriul sitului au mai fost identificate 2 specii de plante, 8 specii de nevertebrate, 1 specie de pești.